# Greceni, Cahul
Greceni este un sat-stație de cale ferată din cadrul comunei Burlăceni din raionul Cahul, Republica Moldova.
Structură etnică
     moldoveni (36,3%)
     ucraineni (7,41%)
     ruși (5,93%)
     găgăuzi (41,48%)
     bulgari (6,67%)
     români (0%)
     evrei (0%)
     polonezi (0%)
     țigani (0%)
     alte etnii / nedeclarată (2,21%)
Conform datelor recensământului din 2004, populația localității este de 135 locuitori, dintre care 67 (49,63%) bărbați și 68 (50,37%) femei. Structura etnică a populației în cadrul localității arată astfel:
- moldoveni — 49;
- ucraineni — 10;
- ruși — 8;
- găgăuzi — 56;
- bulgari — 9;
- altele / nedeclarată — 3.